# Ханабад (Кашкадарьинская область)
Ханабад (узб. Xonobod / Хонобод) — посёлок городского типа, расположенный на территории Каршинского района Кашкадарьинской области Республики Узбекистан.
Статус посёлка городского типа с 2009 года.